# ロバート・ルーカス (経済学者)
ロバート・ルーカス（Robert Emerson "Bob" Lucas, Jr.、1937年9月15日 - 2023年5月15日）は、アメリカ合衆国の経済学者でシカゴ大学教授。1995年にノーベル経済学賞を受賞した。2002年アメリカ経済学会会長。妻のナンシー・ストーキーも経済学者である。

## 略歴
- 1937年 ルーカスはワシントン州ヤキマ（ヤキーマ）で生まれた。
- 1959年 シカゴ大学から学士号を取る（歴史学、B.A.）。
- 1963年 - 1967年 カーネギー工科大学の助教授となる。
- 1964年 シカゴ大学で博士号を取得する（経済学、Ph.D.）。
- 1967年 - 1970年 カーネギーメロン大学テッパー・スクール・オブ・ビジネスの准教授となる。
- 1970年 - 1974年 カーネギーメロン大学の経済学教授となる。
- 1974年 - 1975年 シカゴ大学のフォード財団客員経済学研究教授となる。
- 1975年 - 1980年 シカゴ大学教授に就任する。
- 1978年 『ジャーナル・オブ・ポリティカル・エコノミー』の編集者となる。
- 1979年 アメリカ経済学会の実行委員を務める。
- 1980年 - 現在 シカゴ大学の教授（John Dewey Distinguished Service Professor of Economics）となる。
- 1995年 ノーベル経済学賞を受ける。
- 2002年 アメリカ経済学会会長となる。

## 研究・主張
- 1970年代にケインズ経済学を事実上葬った人物とされている[3]。彼は1970年代に最も影響力の大きかった経済学者の一人で、それまでケインズ経済学が主流だったマクロ経済学理論の流れを変え、マクロ経済のモデルはミクロ経済学的基礎に立脚すべきであると主張した。またルーカス自身は、金融危機時には財政政策がマネーの消失を緩和する効果があることを認めている[3]。
- 合理的期待仮説（合理的期待）による推計を信じ、「ルーカス批判」と呼ばれる経済方針を確立した。その中で、インフレーションと失業率のような一見明らかに見える関係性も経済政策を変えることによって変化させることができると主張した。合理的期待形成の初期の論文の多くは、『景気循環論の研究』（1981年）と、T・J・サージェントと編集した『合理的期待形成と計量経済学的計算』（1981年）の論文集に翻刻されている。ルーカスによる「合理的期待形成」に関する研究は、FRB議長のジャネット・イエレンに影響を与えている[4]。合理的期待に基づく経済モデルは、インフレ目標が消費者・企業の意思決定に影響を与え、政策担当者の目標達成を促すと想定している[4]。
- 宇沢弘文とともに資本蓄積に関するルーカス-ウザワ・モデルや「ルーカスパラドックス」も提唱している。

## 批判
古典派は合理的な「経済人」を仮定するという理由で批判されるが、合理的期待学派のモデルとする経済人は、全知全能に近い。その経済人は将来に対して不偏な予測ができる。また、すべての経済理論を利用できる。このような予測をするためには、膨大なコストと時間をかける必要があるが、コストも時間もゼロであると仮定されている。ルーカス派にとって転機となったのは、数学が得意なことで有名なルーカスの論文に数学的誤りが発見されたことだった。これがきっかけとなり理論的批判も行われるようになった。

## 人物
- ルーカスは、自身の理論が経済思想に大きく貢献し、ノーベル賞に値するという強い自信を持っていたが、自身の離婚の条件の中に、ノーベル賞受賞から期待される賞金を、元妻となる配偶者と分け合う約束を含めていた[7]。1980年代末に離婚した前妻のリタ・ルーカスは、離婚の際に「ロバートがノーベル賞を受賞した場合は賞金の50%を渡す」という条件をつけ（条件の有効期限は1995年10月31日）、ちょうど7年後（離婚条件失効するわずか3週間前）の1995年にロバートはノーベル経済学賞を受賞し、リタは賞金額の半分を手にした[8]。ルーカスは「約束は約束だ。こんなすごい賞を貰ったんだ。これくらいで嫌な気分にならない」と述べている[8]。
- 彼は、歴史学から経済学に転じたのは、自分が、「擬似マルクス主義」者だったからだと述べている[9]。ルーカスは、経済は歴史の真の原動力になると信じていて、経済学を極めた後で歴史学に戻ろうと計画している。

## 主要論文・文献
（日本語翻訳）
- 『マクロ経済学のフロンティア』、清水啓典訳、東洋経済新報社、1988年

（原書）
- Lucas, Robert (1972). "Expectations and the Neutrality of Money". Journal of Economic Theory 4: 103–124.
- Lucas, Robert (1976). "Econometric Policy Evaluation: A Critique". Carnegie-Rochester Conference Series on Public Policy 1: 19–46.
- Lucas, Robert (1988). "On the Mechanics of Economic Development". Journal of Monetary Economics 22: 3–42.
- Lucas, Robert (1990). "Why Doesn't Capital Flow from Rich to Poor Countries". American Economic Review 80: 92–96.
- Lucas, Robert (1981). Studies in Business-Cycle Theory. MIT Press. ISBN 0-262-62044-8.
- Lucas, Robert (1995) - MONETARY NEUTRALITY Prize Lecture - 1995 Nobel Prize in economics , December 7, 1995
- Stokey, Nancy; Robert Lucas; and Edward Prescott (1989), Recursive Methods in Economic Dynamics. Harvard University Press, ISBN 0674750969.